# 20. studenoga
20. studenoga (20. 11.) 324. je dan godine po gregorijanskom kalendaru (325. u prijestupnoj godini).
Do kraja godine ima još 41 dan.

## Događaji
- 1272. – Edvard I. Dugonogi biva okrunjen za kralja Engleske (nakon smrti njegovog oca Henrika III.)
- 1531. – Zemaljskim mirom iz Kappela propisano je konfesionalno cijepanje Švicarske. Odluka o vjeri prepuštena je svakom kantonu. Katolici su ipak bili u prednosti jer su 11. listopada kod Kappela pobijedili züriške reformatore.
- 1910. – Meksička revolucija: Francisco Madero se proglasio predsjednikom te pozvao na revoluciju i svrgavanje meksičke vlade
- 1917. – Ukrajina proglašena republikom
- 1938. – Velika simbolička loža "Libertas" je prestala s radom
- 1943. – Utemeljeno Zemaljsko antifašističko vijeće narodnog oslobođenja Sandžaka u Pljevljima.
- 1945. – započelo suđenje 24 nacistička kriminalca u Palači Pravde u Nürnbergu; to suđenje danas je poznato kao Nürnberški proces
- 1947. – princeza Elizabeta se udala za poručnika Philipa Mountbattena u Westminsterskoj opatiji u Londonu.
- 1966. – premijera filma Cabaret u New Yorku
- 1983. – 100 millijuna ljudi je gledalo kontroverzni TV-film "Dan poslije". Film oslikava početak nuklearnog rata.
- 1991. – pokolj na Ovčari
- 1994. – vlada Angole i pobunjenici u Zambiji potpisuju Protokol iz Lusake te time završava građanski rat koji je trajao 19 godina (no, 1995. se lokalne borbe nastavljaju)
- 1998. – lansirana Zarya, prvi modul Međunarodne Svemirske Postaje
- 1998. – sud u Afganistanu oslobodio Osamu bin Ladena optužbe za bombaške napade na američkog veleposlanstva u Keniji i Tanzaniji
- 1999. – NR Kina lansirala svoju prvu svemirsku letjelicu
- 2003. – detonirano nekoliko bombi u Istanbulu, Turska. Bombe su uništile Britanski konzulat.
- 2003. – Michael Jackson uhićen zbog navodnog seksualnog iskorištavanja maloljetnika

| - 1602. – Otto von Guericke, njemački fizičar i izumitelj († 1686.) - 1625. – Paulus Potter, nizozemski slikar († 1654.) - 1753. – Louis Alexandre Berthier, francuski maršal († 1815.) - 1761. – papa Pio VIII. († 1830.) - 1834. – Franjo Kuhač, hrvatski etnomuzikolog i glazbeni povjesničar († 1911.) - 1858. – Selma Lagerlöf, švedska književnica i nobelovka († 1940.) - 1864. – Erik Axel Karlfeldt, švedski pisac († 1931.) - 1869. – Jozafata Hordaševska, ukrajinska redovnica († 1919.) - 1889. – Edwin Hubble, američki astronom († 1953.) - 1902. – Mihail Suslov, ideolog KP SSSR († 1982.) - 1903. – Alexandra Danilova, ruska balerina († 1997.) - 1904. – Yevgenia Ginzburg, ruska književnica († 1977.) - 1911. – Radu Grigorovici, rumunjski fizičar, akademik († 2008.) - 1912. – Otto von Habsburg, njemački političar - 1914. – Emilio Pucci, talijanski modni kreator († 1992.) - 1923. – Nadine Gordimer, južnoafrička književnica - 1924. – Benoit B. Mandelbrot, poljsko-francuski matematičar - 1925. – Robert F. Kennedy, američki političar i pravnik († 1968.) - 1925. – Maja Pliseckaja, ruska balerina († 2015.) - 1927. – Mihail Uljanov, ruski glumac († 2007.) - 1933. – Anne LaBastille, američka ekologinja († 2011.) - 1937. – René Kollo, njemački tenor - 1946. – Kiril I., moskovski patrijarh - 1948. – Barbara Hendricks, sopranistica - 1953. – Halid Bešlić, najpoznatiji bosanski pjevač narodne glazbe - 1956. – Bo Derek, američka glumica - 1960. – Cathy Moriarty, američka glumica - 1963. – Timothy Gowers, engleski matematičar - 1963. – Ming-Na Wen, glumica ("Hitna služba") - 1965. – Mike D, američki glazbenik (Beastie Boys) - 1970. – Edvin Liverić, hrvatski glumac - 1971. – Mario Lipovšek Battifiaca, hrvatski pjevač te televizijski i radijski voditelj - 1988. – Dušan Tadić, srbijanski nogometaš - 2004. – Youssoufa Moukoko, njemačko-kamerunski nogometaš | - 1612. – John Harington, engleski pisac (* 1561.) - 1758. – Johan Helmich Roman, švedski skladatelj (* 1694.) - 1894. – Anton Rubinstein, ruski pijanist i skladatelj (* 1829.) - 1910. – Lav Tolstoj, ruski romanopisac (* 1828.) - 1925. – engleska kraljica Alexandra (* 1844.) - 1937. – Ivo Badalić, hrvatski glumac i redatelj (* 1890.) - 1945. – Francis William Aston, engleski kemičar (* 1877.) - 1950. – Francesco Cilea, talijanski skladatelj (* 1866.) - 1967. – Kazimir Funk, poljski biokemičar (* 1884.) - 1975. – Francisco Franco, španjolski diktator (* 1892.) - 1978. – Vasilisk Gnedov, ruski pjesnik (* 1890.) - 1978. – Giorgio de Chirico, talijanski slikar (* 1888.) - 1991. – Antun Stipančić, hrvatski stolnotenisač (* 1949.) - 1991. – Igor Kačić, najmlađa žrtva pokolja na Ovčari (* 1975.) - 2000. – Kalle Päätalo, finski pisac (* 1919.) - 2003. – David Dacko, prvi predsjednik Srednjoafričke Republike (* 1930.) - 2003. – Kerem Yilmazer, turski glumac (* 1945.) - 2006. – Robert Altman, američki redatelj, scenarist i producent (* 1925.) |

## Blagdani i spomendani
- Blaženi Paškal Fortuño i drugovi
- Dan Revolucije u Meksiku
- Svjetski dan djece
- Transrodni Dan sjećanja